# Jacek Skrok
Jacek Skrok (ur. 3 września 1956 roku w Radomiu) – polski siatkarz, a po zakończeniu kariery zawodniczej trener i działacz sportowy.

## Życiorys
Karierę sportową rozpoczynał w Czarnych Radom. W czasie studiów na Akademii Wychowania Fizycznego w Warszawie był zawodnikiem prowadzonej przez Huberta Wagnera Legii, z którą dwukrotnie wywalczył mistrzostwo kraju i Puchar Polski. Z radomskim WKS-em zdobył dwa brązowe medale (1994, 1995). Ten drugi "krążek" osiągnął jako trener.
W 2000 roku jako trener kadry juniorek na Mistrzostwach Europy w Neuchâtel doprowadził drużynę do brązowego medalu. W latach 2001–2003 prowadził zespół Danter Poznań, z którym wpierw wywalczył awans do Ekstraklasy kobiet, a następnie zdobył wicemistrzostwo Polski. W składzie drużyny z Wielkopolski było wiele znanych zawodniczek, w tym Katarzyna Skowrońska czy Małgorzata Niemczyk. Z powodów kłopotów finansowych klub w następnym sezonie przestał istnieć i drużyna trafiła pod skrzydła AZS AWF Poznań. W sezonie 2004/2005 był szkoleniowcem Jadaru Radom, grającego w I lidze. Jego zespół oparty na wychowankach Czarnych Radom zajął 4. miejsce w rozgrywkach ligowych. W przerwie sezonowej został trenerem drużyny Ligi Siatkówki Kobiet, BKS-u Stali Bielsko-Biała. Z siatkarkami w 2006 roku zdobył Puchar Polski i zakwalifikował się do europejskich pucharów.
W latach 2007–2008 był dyrektorem sportowym Jadaru Sport uczestniczącego w Polskiej Lidze Siatkówki. Przed sezonem 2008/2009 objął stanowisko pierwszego szkoleniowca drużyny Czarnych Radom. Jego drużyna wywalczyła 2. miejsce w II lidze.
Od czerwca 2010 do lipca 2011 trener zespołu pierwszoligowego KS Piecobiogaz Murowana Goślina. Od sezonu 2011/2012 trener Jadaru Politechniki Radomskiej. Po sezonie klub rozwiązano i w sezonie 2012/2013 Jacek Skrok prowadził drużynę Eliteski AZS UEK Kraków występującą w I lidze kobiet z aspiracjami na awans do Orlen Ligi. Niestety zespół krakowski zajął ostatecznie trzecie miejsce przegrywając w półfinale z Chemikiem Police. Po sezonie z klubu wycofali się główni sponsorzy i z konieczności drużyna musiała przenieść się do drugiej ligi. Jacek Skrok opuścił klub i wrócił do rodzinnego Radomia, gdzie w sezonie 2013/2014 prowadził drużynę Młodej Ligi Czarnych Radom. Od 2014 pełni obowiązki prezesa Radomskiego Centrum Siatkarskiego.
W grudniu 2015 r. objął obowiązki pierwszego trenera KS DevelopRes Rzeszów przejmując drużynę od Mariusza Wiktorowicza. Zespół zakończył sezon 2015/2016 na 11. miejscu, zdobywając w ostatniej fazie rozgrywek wystarczającą liczbę zwycięstw by utrzymać miejsce w Orlen Lidze. W sezonie 2016/2017 Jacek Skrok był pierwszym trenerem rzeszowianek do stycznia 2017, gdy w kontrowersyjnych okolicznościach, po oddaniu synowi Maciejowi nerki, klub zastąpił go Lorenzzo Micellim. Klub ostatecznie nie rozwiązał z nim kontraktu ważnego do końca sezonu, ale Jacek Skrok nie wrócił już do prowadzenia drużyny.
W czerwcu 2017 powrócił do rodzinnego miasta i został trenerem zespołu MKS Leclerc Radomka Radom grającego w 1 lidze. Radomka okazała się sensacją sezonu 2017/2018 pokonując w ćwierćfinale Pucharu Polski wielokrotnego mistrza polski Chemik Police i awansując do Final Four Pucharu Polski rozgrywanego w Nysie. Był to pierwszy przypadek od ponad 25 lat by drużyna 1-ligowa znalazła się na tym szczeblu rozgrywek. W półfinale Radomka przegrała z Budowlanymi Łódź, ale zostawiła po sobie bardzo dobre wrażenie.
Jacek Skrok ma żonę - Marię oraz dwóch synów - Macieja i Piotra.

## Osiągnięcia sportowe

### zawodnicze
- Mistrzostwo Polski w 1983 roku z Legią Warszawa
- Mistrzostwo Polski w 1984 roku z Legią Warszawa
- Puchar Polski w 1984 roku z Legią Warszawa
- 3. miejsce w Mistrzostwach Polski w 1994 roku z Czarnymi Radom
- 3. miejsce w Mistrzostwach Polski w 1995 roku z Czarnymi Radom

### trenerskie
- 3. miejsce w Mistrzostwach Polski mężczyzn w 1995 roku z Czarnymi Radom
- 3. miejsce w Mistrzostwach Europy Juniorek w 2000 roku
- Wicemistrzostwo Polski kobiet w 2003 roku z Danter Poznań
- Puchar Polski kobiet w 2006 roku z BKS Stal Bielsko-Biała